# Tricyphona furcata
Tricyphona (Tricyphona) furcata là một loài ruồi trong họ Pediciidae. Chúng phân bố ở vùng sinh thái Australia.